# Adrian Furrer
Adrian Furrer (* 22. Oktober 1964 in Henggart) ist ein Schweizer Theaterschauspieler.

## Leben
Furrer studierte von 1984 bis 1987 an der Zürcher Hochschule der Künste. Erste Bühnenerfahrung sammelte er 1988 in Basel, wo er den Rosenkranz in Hamlet gab. 1988/1989 trat er am Theater St. Gallen und am Theater an der Winkelwiese auf, in Zürich als Walter Fessel in Arnolt Bronnens Vatermord.
1989 verpflichtete ihn das Luzerner Theater für eine Spielzeit, unter anderem als Malcom in Macbeth. Von 1990 bis 1992 hatte er ein Engagement am Theater Heidelberg. 1992 wechselte er zum Stadttheater Konstanz. Dem Ensemble des  Niedersächsischen Staatstheaters Hannover gehörte er von 1993 bis 1999 an, dem Burgtheater in Wien anschliessend bis 2002 sowie weiterhin als Gastschauspieler.
Daneben gab Furrer 2002 den Winkler in der Uraufführung von Josef Winklers Tintentod in Graz beim Festival Steirischer Herbst. Außerdem gastierte er am Theater Basel.
Furrer arbeitete auch für Film-  und Fernsehproduktionen. So übernahm er 2018 eine Hauptrolle im Kinospielfilm Katerina's Dream.